# Fedești (okręg Vaslui)
Fedești – wieś w Rumunii, w okręgu Vaslui, w gminie Șuletea. W 2011 roku liczyła 581 mieszkańców.